# 애거사 하크니스
애거사 하크니스(영어: Agatha Harkness)는 마블 코믹스의 마녀 캐릭터이다. 과거 세일럼 마녀재판에서 살아남은 마녀 중의 한 명이며, 프랭클린 리처즈의 유모, 스칼렛 위치의 멘토로 활동하였다. 1970년 1월 《판타스틱 포》 94호에 처음 등장했고, 스탠 리와 잭 커비가 공동 창작하였다.
드라마 《닥터 후》의 캐릭터 잭 하크니스가 이 캐릭터에서 이름을 따왔다.

## 담당 배우

### 텔레비전
- 어벤저스: 유나이티드 데이 스탠드(1999) - 엘리자베스 셰퍼드
- 엑스맨: 에볼루션(2000) - 폴린 뉴스톤
- 완다비전(2021) - 캐스린 한
- 전부 애거사 짓이야(2024) - 캐스린 한